# Korpus generala Sjubnikova
Korpus generala Sjubnikova (russisk: Корпус генерала Шубникова) er en sovjetisk spillefilm fra 1980 af Damir Vjatitj-Berezjnykh.

## Medvirkende
- Anatolij Vasiljev som Nikolaj Sjubnikov
- Viktor Korsjunov som
- Jevgenij Leonov-Gladysjev som Maltsev
- Marina Jakovleva som Masja
- Sergej Prokhanov som Kutsenko